# Aloe ngongensis
Aloe ngongensis ist eine Pflanzenart der Gattung der Aloen in der Unterfamilie der Affodillgewächse (Asphodeloideae). Das Artepitheton ngongensis verweist auf das Vorkommen der Art auf den Ngong Hills in Kenia.

## Beschreibung

### Vegetative Merkmale
Aloe ngongensis wächst stammbildend und verzweigt von der Basis aus. Der aufrechte Stamm erreicht eine Länge von bis zu 150 Zentimeter. Die lanzettlich verschmälerten Laubblätter bilden eine lockere Rosette, die unterhalb der Stammspitze ausdauernd ist. Die bläulich grüne, gelegentlich etwas purpurfarben überhauchte Blattspreite ist 30 bis 60 Zentimeter lang und 5 bis 10 Zentimeter breit. Die Blattoberfläche ist glatt. Die braun gespitzten Zähne am Blattrand sind 3 bis 4 Millimeter lang und stehen 5 bis 10 Millimeter voneinander entfernt. Der Blattsaft ist braun.

### Blütenstände und Blüten
Der Blütenstand weist sechs bis acht Zweige auf und erreicht eine Länge von bis zu 60 Zentimeter. Die unteren Zweige sind gelegentlich nochmals verzweigt. Die dichten, fast kopfigen Trauben sind etwa 6 Zentimeter lang und 8 Zentimeter breit. Die lanzettlichen, hellbraunen Brakteen weisen eine Länge von 7 bis 10 Millimeter auf und sind 3 Millimeter breit. Die leuchtend glänzend scharlachroten Blüten sind an ihrer Mündung gelblich und stehen an 10 bis 20 Millimeter langen Blütenstielen. Sie sind 25 bis 30 Millimeter lang und an ihrer Basis kurz verschmälert. Auf Höhe des Fruchtknotens weisen die Blüten einen Durchmesser von 8 Millimeter auf. Darüber sind sie leicht verengt und schließlich zur Mündung erweitert. Ihre äußeren Perigonblätter sind auf einer Länge von 7 Millimetern nicht miteinander verwachsen. Die Staubblätter und der Griffel ragen 3 Millimeter aus der Blüte heraus.

### Genetik
Die Chromosomenzahl beträgt {\displaystyle 2n=14}.

## Systematik und Verbreitung
Aloe ngongensis ist im Süden von Kenia und im Norden von Tansania auf felsigen Grund in offenem Waldland und am Rand von Dickichten in Höhen von 1370 bis 1900 Metern verbreitet.
Die Erstbeschreibung durch Hugh Basil Christian wurde 1942 veröffentlicht.

## Nachweise